# 安芝儇
安芝儇（1997年10月3日—），韓國啦啦隊員、女偶像藝人，以亮麗外型和豐滿身材聞名，是流行全世界的韓國啦啦隊的傑出人才之一。現任韓國首爾友利銀行職業排球啦啦隊、韓國水原足球俱樂部、韓國仁川SSG登陸者和台灣台鋼雄鷹WING STARS啦啦隊，同時也和朴騏良、徐賢淑、李娜景合稱是世界級的啦啦隊四大隊長。

## 個人介紹

### 早年
安芝儇從小就熱愛K-pop韓國流行音樂和跳舞，喜歡追韓星，並且有很好的表演能力和運動技能，她在就讀國中的時候就被星探邀請參加韓國大型藝術娛樂公司STARSHIP娛樂的韓國偶像選秀，安芝儇在韓國出道時就以女高中生啦啦隊的身份名聲遠播，廣為人知，並且被稱譽為「第二個朴騏良」。

### 職業生涯
安芝儇在高中時被星探邀請參加啦啦隊工作，並透過Instagram聯繫了韓國首爾三星閃電籃球隊，通過啦啦隊選拔，順利進入韓國籃球聯賽首爾三星閃電籃球啦啦隊，正式以女高中生啦啦隊的身份出道和成名。
安芝儇在2018年由韓國職棒培證英雄啦啦隊轉隊至樂天巨人啦啦隊。2019年KBO聯盟韓國職棒樂天巨人球團邀請擔任開球嘉賓，2021年加入位於京畿道水原市的水原足球俱樂部啦啦隊，也曾同時隸屬於Twinkle經紀公司及RS娛樂。2019年接受台灣職棒球隊樂天桃猿的邀請，參與《Korea Party》，並且受邀成為開球和表演嘉賓。
2023年，安芝儇於社群網站透露自己離開了樂天巨人啦啦隊，5月25日，以內容創作者的身分加入韓國電子競技俱樂部Gen.G Esports。同年8月18日，台灣中華職棒新球團台鋼雄鷹正式宣布邀請安芝儇來台為其專屬啦啦隊WING STARS設計及指導整體培訓課程。該年10月4日，安芝儇宣布加盟WING STARS，成為該隊第一位正式成員。2024年和朴旻曙為隊上兩位來自韓國的啦啦隊成員，並擔任隊上的應援總監。
安芝儇在WING STARS選擇了背號2號，是因為想向台鋼雄鷹棒球隊洪一中總教練看齊，更希望臺灣成為她的第二個家鄉。並期許作為台鋼集團的「勝利女神」。
2024年5月13日，安芝儇和同隊朴旻曙於社群媒體上宣佈，為了更深入增進韓台親密關係和體驗臺灣的生活，決定移居高雄成為韓國之後的第二個家，也成為了首先移居臺灣的韓國啦啦隊員。
2025年3月，芝儇正式加入韓國職棒仁川SSG登陸者啦啦隊，和韓國與台灣的粉絲見面，也和裴垂鉉、金渡娥、趙娟週等人都一起成為仁川SSG登陸者隊友。

## 其他

### 和台灣粉絲一起前往韓國旅遊
旅遊業者邀請在韓國和台灣都有高人氣的安芝儇、金賢姈接待台灣粉絲前往韓國旅遊，一起玩愛寶樂園、民俗村、共進晚餐、觀賞水原足球俱樂部的比賽和啦啦隊合照，吸引眾多台灣粉絲報名韓國旅遊行程。

### 應援台北天母球場12強比賽
12強賽主辦單位特別邀請來自韓國「2S 運動娛樂」5位高人氣韓國女孩：安芝儇、趙娟週、李晧禎、南珉貞、朴旻曙一起在台北天母球場擔任應援，她們在應援時穿上「Premier 12 STARS」全新設計款球衣，為大家帶來充滿韓國熱情與活力的精彩演出，網友也紛紛留言表示對於天母球場的韓國啦啦隊陣容感到相當興奮，都表示要去天母球場觀賞。

### 興趣愛好
安芝儇是知名韓國料理美食節目《黑白大廚：料理階級大戰》的粉絲，也親自拜訪黑白大廚節目中的評審白種元、安成宰開設的餐廳品嚐韓國美食。而在臺灣最喜歡的飲料是百香QQ，並喜愛熱炒的金沙豆腐及炒高麗菜、夜市的地瓜球。
芝儇喜愛收藏庫柏力克熊、球鞋，及球帽。

## 啦啦隊經歷

### 棒球
| 年份       | 隊伍名稱   | 備註             |
| ---------- | ---------- | ---------------- |
| 2017－2018 | 培證英雄   | 韓國職棒KBO聯盟  |
| 2019－2022 | 樂天巨人   | 韓國職棒KBO聯盟  |
| 2023－     | WING STARS | 中華職棒台鋼雄鷹 |
| 2025－     | SSG登陸者  | 韓國職棒KBO聯盟  |

### 籃球
| 年份              | 隊伍名稱             | 備註                   |
| ----------------- | -------------------- | ---------------------- |
| 2015－2017        | 首爾三星雷霆         | 2015年出道             |
| 2015－2017        | 龍仁三星生活Blueminx | 韓國女子職業籃球       |
| 2017－2019 2020－ | 首爾SK騎士           |                        |
| 2017－2018        | 富川KEB Hana Bank    | 韓國女子職業籃球       |
| 2018－2019        | 仁川新韓銀行S-Birds  | 韓國女子職業籃球       |
| 2023－            | WING STARS           | P. LEAGUE+臺南台鋼獵鷹 |

### 排球
| 年份                         | 隊伍名稱                                     | 備註             |
| ---------------------------- | -------------------------------------------- | ---------------- |
| 2017－2019 2020－2021 2022－ | 韓國首爾友利銀行 WON                         |                  |
| 2018－2019                   | 大田市韓國人蔘KGC                            | 韓國女子職業排球 |
| 2022－                       | 水原現代Engineering & Construction Hillstate | 韓國女子職業排球 |

### 足球
| 年份   | 隊伍名稱       | 備註         |
| ------ | -------------- | ------------ |
| 2021－ | 水原足球俱樂部 | 韓國職業足球 |

### 手球
| 年份       | 隊伍名稱 | 備註 |
| ---------- | -------- | ---- |
| 2018－2019 | SK Hawks |      |

## 雜誌
| 廣告名稱              | 備註                     |
| --------------------- | ------------------------ |
| 《Maxim》雜誌封面女郎 | 2018年1月號、2023年4月號 |

## 備註
1. ↑  負責培證英雄、樂天巨人和首爾SK騎士啦啦隊的經紀公司。
2. ↑  個人IG貼文
3. ↑  個人IG貼文

## 外部連結
- 安芝儇的Instagram帳戶
- 安芝儇的Facebook（更新至2024/1/26）
- 安芝儇的Facebook（2024/2/1開始）
- 安芝儇的Youtube （页面存档备份，存于） 
- 安芝儇的TikTok